# Nuoto in acque libere ai campionati mondiali di nuoto 2013 - 5 km maschili
La gara dei 5 km in acque libere maschile si è svolta la mattina del 20 luglio 2013 al Moll de la Fusta, nel porto di Barcellona, in Spagna. Hanno partecipato alla competizione 54 atleti.

## Medaglie
| Posizione | Atlete           | Paese    |
| --------- | ---------------- | -------- |
| Oro       | Oussama Mellouli | Tunisia  |
| Argento   | Eric Hedlin      | Canada   |
| Bronzo    | Thomas Lurz      | Germania |

## Risultati
| Pos. | Atleta                      | Nazionalità   | Tempo              |
| ---- | --------------------------- | ------------- | ------------------ |
|      | Oussama Mellouli            | Tunisia       | 53'30"4            |
|      | Eric Hedlin                 | Canada        | 53'31"6            |
|      | Thomas Lurz                 | Germania      | 53'32"2            |
| 4    | Chad Ho                     | Sudafrica     | 53"33"7            |
| 5    | Jarrod Poort                | Australia     | 53'34"3            |
| 6    | Samuel de Bona              | Brasile       | 53'34"9            |
| 7    | Ivan Enderica Ochoa         | Ecuador       | 53'36"7            |
| 8    | Sergej Bol'šakov            | Russia        | 53'36"8            |
| 9    | Damien Cattin-Vidal         | Francia       | 53'38"4            |
| 10   | Ihor Červynskyj             | Ucraina       | 53'38"4            |
| 11   | Rob Muffels                 | Germania      | 53'38"5            |
| 12   | Evgenij Dratcev             | Russia        | 53'38"6            |
| 13   | Andrew Gemmell              | Stati Uniti   | 53'38"7            |
| 14   | Vasco Gaspar                | Portogallo    | 53'40"5            |
| 15   | Miguel Rozas                | Spagna        | 53'40"6            |
| 16   | Federico Vanelli            | Italia        | 53'42"3            |
| 17   | Yuval Safra                 | Israele       | 53'43"8            |
| 18   | Kane Radford                | Nuova Zelanda | 53'44"3            |
| 19   | Rhys Mainstone-Hodson       | Australia     | 53'44"4            |
| 20   | Ventsislav Aydarski         | Bulgaria      | 53'45"6            |
| 21   | Jan Pošmourný               | Rep. Ceca     | 53'45"7            |
| 22   | Sean Ryan                   | Stati Uniti   | 53'45"9            |
| 23   | Philippe Guertin            | Canada        | 53'46"4            |
| 24   | Luca Ferretti               | Italia        | 53'47"1            |
| 25   | Yuto Kobayashi              | Giappone      | 53'48"0            |
| 26   | Thomas Snelson              | Spagna        | 53'49"3            |
| 27   | Daniel Marais               | Sudafrica     | 53'51"0            |
| 28   | Márk Papp                   | Ungheria      | 53'55"3            |
| 29   | Enzo Vial-Collet            | Francia       | 53'59"6            |
| 30   | Luis Rogerio Arapiraca      | Brasile       | 53'59"7            |
| 31   | Xu Wenchao                  | Cina          | 54'01"0            |
| 32   | Jan Kutnik                  | Rep. Ceca     | 54'01"2            |
| 33   | Ihor Snitko                 | Ucraina       | 54'01"2            |
| 34   | Johndry Segovia             | Venezuela     | 54'02"3            |
| 35   | Lang Yuanpeng               | Cina          | 54'02"4            |
| 36   | Adel Ragab                  | Egitto        | 54'20"4            |
| 37   | Vitaliy Khudyakov           | Kazakistan    | 54'24"8            |
| 38   | Phillip Ryan                | Nuova Zelanda | 56'17"5            |
| 39   | Ahmad Jebril                | Palestina     | 57'04"0            |
| 40   | Youssef Hossameldeen        | Egitto        | 57'08"5            |
| 41   | Seifeddine Sghaier          | Tunisia       | 57'10"1            |
| 42   | Francisco Montero           | Costa Rica    | 57'19"4            |
| 43   | Vladimir Tolikin            | Kazakistan    | 57'40"9            |
| 44   | Rodolfo Sánchez             | Costa Rica    | 59'48"1            |
| 45   | Vicente Vidal               | Cile          | 1'00'02"1          |
| 46   | Ching Leung Sunny Poon      | Hong Kong     | 1'00'05"9          |
| 47   | Manuel Meneses              | Guatemala     | 1'00'08"5          |
| 48   | Walter Caballero            | Bolivia       | 1'00'11"9          |
| 49   | Li Chun Hong                | Hong Kong     | 1'00'15"9          |
| 50   | Abdul Hady                  | Indonesia     | 1'00'40"7          |
| 51   | Hayden Vickers              | Isole Cook    | 1'10'56"3          |
| 52   | Amgad Mesad Elsaroor        | Sudan         | 1'23'17"5          |
|      | Ahmed Adam Abdelrahman Adam | Sudan         | fuori tempo limite |
|      | Fernando Sevilla            | Messico       | dq                 |